# Арташес Карінян
Арташес Баласієвич Карінян (справжнє прізвище Габріелян; 30 жовтня (11 листопада) 1886, Баку — 29 травня 1982, Єреван) — радянський вірменський державний діяч, літератор і літературознавець. Академік АН Вірменської РСР (1956), заслужений діяч науки Вірменської РСР (1961).

## Біографія
Народився у 1886 році в Баку. У 1906 році розпочав публіцистичну діяльність, друкувався в більшовицьких виданнях («Кайц», «Бакинский рабочий», «Правда», «Путь правды» тощо). З 1907 року — член Комуністичної партії.
У 1910 році закінчив юридичний факультет Санкт-Петербурзького університету. Повернувшись у Баку, брав участь у революційно-пропагандистський роботі. У 1914 році був висланий. У 1918 році в Баку обіймав посаду народного комісара юстиції Бакинської ради народних комісарів, у 1921 році — наркома юстиції Вірменської РСР.
З 1918 року був редактором низки видань: «Известий» Бакинської ради (1918), щотижневика «Коммунист» і газети «Красное знамя» (1918—1920), що видавалися у Москві, журналів «Народное хозяйство Закавказья» (1929—1930) і «Нор уги» (1930).
У 1923—1924 роках — заступник голови, у 1924—1928 — голова Центрального виконавчого комітету Вірменської РСР.
У 1929—1930 роках — заступник народного комісара освіти Вірменської РСР.
У 1932—1933 роках — заступник директора Інституту історії Заккрайкома ВКП(б) (Тифліс).
У 1953 році отримав ступінь доктора філологічних наук.
З 1956 року — академік АН Вірменської РСР. Був членом Президії АН Вірменської РСР (1960—1965), академіком-секретарем Відділу суспільних наук (1960—1963).
У 1963—1965 роках — в. о. віце-президента АН Вірменської РСР.
Старший науковий співробітник:
- Інституту літератури імені М. Абегяна (1943—1965)[джерело?].
- Інституту історії АН Вірменської РСР (1965—1982)[3].

## Праці
Основні наукові праці присвячені історії вірменської громадсько-літературної думки, вірменської періодики, російській і європейській класичній літературі.
Автор книг «Обличчя і події» (1928), «Значення російської літератури для радянської вірменської літератури» (1948), «Мікаел Налбандян і російські передові діячі 60-х років XIX в.» (1949), «Антон Чехов» (1954), «Літературні відгуки» (1955), «Літературно-критичні статті» (1962), також тритомної монографії «Начерки історії вірменського періодичного друку» (т. 1—2, 1956—60).

## Нагороди
Герой Соціалістичної Праці (1976), два ордени Леніна, ордени Трудового Червоного Прапора і Жовтневої Революції.